# Rosalia batesi
Rosalia batesi ist eine in Ostasien vorkommende, mit dem Alpenbock (Rosalia alpina) verwandte Art der Gattung Rosalia aus der Familie der Bockkäfer (Cerambycidae).

## Merkmale
Der 25 bis 28 Millimeter große Käfer ähnelt dem Alpenbock, ist aber etwas schmaler als dieser. Die Höcker an den Seiten des Halsschilds sind jedoch viel weniger ausgeprägt. Auf dem Halsschild hat Rosalia batesi zwei hintereinander liegende schwarze Makeln, von denen die hintere fehlen oder mit der vorderen verschmolzen sein kann. Die Flügeldecken tragen drei schwarze Querbinden, denen die helle Einfassung von Rosalia alpina fehlt. Im Unterschied zu diesem ist auch die Anordnung der schwarzen Makeln anders, vorne ein rundlicher Fleck, in der Mitte eine etwas schiefe Querbinde aus zwei gegen die Spitze schräggestellten Makeln, hinten ein größerer Fleck, der zuweilen entlang der Flügeldeckennaht mit der Binde zusammenfließt.

## Verbreitung und Lebensweise
Die Art ist ein Endemit von Japan, wo sie in den Gebirgen, von mittleren Höhen bis in die subalpine Höhenstufe vorkommt. Es gibt Hinweise darauf, dass die Art in den letzten Jahrzehnten ihre Verbreitung in tiefer gelegene Regionen ausgedehnt hat, wobei auch verstädterte (urbane) Gebiete nicht gemieden werden. Frühere Angaben auch für Korea beruhen auf Verwechslung und sind irrtümlich erfolgt.
Die Larven der Art leben in hartem trockenem Totholz zahlreicher Laubbaumarten, ohne besondere Bevorzugung einer bestimmten Art, dokumentiert sind etwa Weiden (Salix), Walnuss (Juglans), Flügelnuss (Pterocarya), Birke (Betula), Hainbuche (Carpinus), Buche (Fagus), Ulme (Ulmus), Magnolie (Magnolia), Kuchenbaum (Cercidiphyllum), Ahorn (Acer), Japanischer Rosinenbaum (Hovenia), Japanischer Storaxbaum (Styrax), Rosskastanie (Aesculus), Japanische Zelkove (Zelkova). Eiablage erfolgt an stehende tote Baumstämme, aber auch an gefällte und gelagerte Baumstämme und Brennholz-Scheite, auch entrindete. Die Käfer schlüpfen so gelegentlich aus Brennholz oder schon verbautem Holz.  Die Larven graben unregelmäßige Gänge in das Holz, wobei auch das Kernholz nicht gemieden wird; in dünnen Stämmen wurde sogar eine gewisse Bevorzugung der zentralen Abschnitte festgestellt.
Die ausgewachsenen (imaginalen) Käfer besuchen gelegentlich Blüten, sie wurden auch an Saftfluss verletzter lebender Bäume festgestellt. Bei der Paarung suchen die Weibchen gezielt Männchen der Art auf, die sie an spezifischen Pheromonen erkennen. Pheromone werden in einem besonderen Organ am achten Hinterleibssegment freigesetzt.